# Biāo
Il biāo (鏢T, 镖S,  biāo P,  piao W) è un'arma da lancio cinese assimilabile ai coltelli da lancio. La traduzione letterale nel gergo marziale è "dardo". Frequentemente ci si riferisce a questa arma come fēibiāo (飛鏢T, 飞镖S,  fēibiāo P,  fei piao W), cioè "dardo volante".